# الحزب الجمهوري في بيرو
الحزب الجمهوري في بيرو (بالإسبانية: Partido Republicano del Perú)، كان حزباً سياسياً في بيرو. أسسه بيدرو ر. سميلان.